# Cubati
Cubati é um município brasileiro do estado da Paraíba, localizado na Região Geográfica Imediata de Campina Grande. Possui população estimada pelo IBGE (Instituto Brasileiro de Geografia e Estatística) no ano de 2016, de 7 234 habitantes e Área territorial de 137,2 km².

## História

### Origens
Os primeiros registros históricos da localidade que hoje configura o município de Cubati remontam ao século XVIII, a essa época as terras eram praticamente despovoadas, sendo esparsamente ocupadas por tribos indígenas da grande nação Tapuia do Nordeste. A ocupação não indígena se atribui a procura de terras propícias à criação de gado e solos férteis, no apogeu do Ciclo do Couro, com sua posse estando vinculada ao sistema de sesmarias. Assim, décadas depois, estas ocupações se consolidaram através do translado de comitivas de tropeiros, gado e religiosos, notadamente aqueles que se deslocavam ao Seridó potiguar.
Em 1915 a localidade foi elevada a categoria de distrito, porém, com denominação Canoa. Tal ato fora autorizado pela Lei Estadual nº. 424, de 28 de outubro de 1915, do qual se pode deduzir que nesta data se consolidou a fundação do município, através da instituição do distrito de Canoas, ratificada por ato anterior a 2 de março de 1938, subordinado ao município de Picuí. Apenas em 1943 o distrito retomou sua denominação original, Cubati, conforme estabelecido através do Decreto Lei Estadual nº. 520, de 31 de dezembro de 1943.

### Evolução Histórica
Nas primeiras décadas do século XX, a ocupação da localidade esteve relacionada à habitação das propriedades de posse do escravo alforriado Manoel Maria de Barros, que havia sido presenteado com as terras pelo senhor Joaquim Gurinhém, conjuntamente à sua carta de alforria, e do senhor Targino Pereira da Costa, que precisamente eram fronteiriças, com seus limites erigidos onde hoje se ergue a cidade de Cubati.
A fixação populacional definitiva ocorreu a partir de 1910, com a construção da Capela por Manoel Maria de Barros, que veio a falecer anos depois, cabendo sua esposa, em devoção a forte religiosidade de seu marido, a doação de um pedaço de terras em louvor a São Severino Bispo, as quais foram incorporadas ao patrimônio da paróquia. A partir daí começaram a surgir novas casas, ocupadas por famílias oriundas de outras localidades.
Em 1938, foi construída a Igreja que hoje serve como matriz, distante da capela, erguida em 1911, e que originou a cidade. A elevação à município veio com a emancipação política em 1959, através da Lei Estadual nº. 2076, de 30 de abril de 1959, desmembrado do município de Picuí. A instalação da municipalidade se deu em 3 de julho de 1959, assim permanecendo até os dias atuais.
O município está incluído na área geográfica de abrangência do semiárido brasileiro, definida pelo Ministério da Integração Nacional em 2008, com delimitação categorizada através dos índices: pluviométrico, de aridez e o risco de seca.

### Formação Econômica
A Formação Econômica de Cubati decorre do aumento do fluxo populacional na localidade após 1910, conjuntamente a perspectiva de estabelecimento de um mercado de trocas, que serviu de impulso a incipiente economia local. Pode-se afirmar que esta tem origens vinculadas ao aproveitamento da localização geográfica privilegiada, a partir da qual se ergueu um pequeno mercado que viria a se configurar na primeira feira da localidade, empreendida por tropeiros e alguns moradores, nas proximidades da casa de fazenda de Manoel Maria de Barros. A consolidação da feira livre municipal ocorreu nas décadas seguintes, sobretudo após a chegada do Padre Fileto, que promoveu ações que revitalizaram e desenvolveram o comércio local a partir da mencionada feira.

## Geografia
O município está incluído na área geográfica de abrangência do semiárido brasileiro, definida pelo Ministério da Integração Nacional em 2005.  Esta delimitação tem como critérios o índice pluviométrico, o índice de aridez e o risco de seca.
Situado na região centro-norte do Estado da Paraíba, mesorregião da Borborema e microrregião Seridó Oriental Paraibano, limitando-se com os municípios de Pedra Lavrada, Sossego, São Vicente do Seridó, Olivedos e Barra de Santa Rosa.
O município apresenta um relevo de morros, contendo serras situadas mais a noroeste. A altitude onde o relevo é mais suave não ultrapassa a cota 620 m, já que a área que está inserida no Planalto da Borborema, pode conter escarpas e cotas entre 700 e 800 m.

## Hidrografia
A hidrografia da microrregião do Seridó é composta por rios intermitentes que na época chuvosa tornam-se rios caudalosos, podendo causar voçorocas. O município encontra-se sobre a bacia do Rio Piranhas, sub-bacia do rio Seridó. Possui rios temporários de pequena vazão e com baixo potencial de água subterrânea. Os riachos que cortam o município são: Riachos Cubati, do Feijão, Campos Novos e mais alguns tributários.

## Clima
A classificação do clima para a região, segundo Köppen, é Bsh (semiárido quente), com ventos alísios de sudeste, com verão seco e temperatura média anual de 25 °C, com período longo de estiagem de 8 a 10 meses. A média pluviométrica da região está entre 500 a 700 mm para o município de Cubati, com períodos irregulares de chuva.
| Dados climatológicos para Cubati                    | Dados climatológicos para Cubati | Dados climatológicos para Cubati | Dados climatológicos para Cubati | Dados climatológicos para Cubati | Dados climatológicos para Cubati | Dados climatológicos para Cubati | Dados climatológicos para Cubati | Dados climatológicos para Cubati | Dados climatológicos para Cubati | Dados climatológicos para Cubati | Dados climatológicos para Cubati | Dados climatológicos para Cubati | Dados climatológicos para Cubati |
| Mês                                                 | Jan                              | Fev                              | Mar                              | Abr                              | Mai                              | Jun                              | Jul                              | Ago                              | Set                              | Out                              | Nov                              | Dez                              | Ano                              |
| --------------------------------------------------- | -------------------------------- | -------------------------------- | -------------------------------- | -------------------------------- | -------------------------------- | -------------------------------- | -------------------------------- | -------------------------------- | -------------------------------- | -------------------------------- | -------------------------------- | -------------------------------- | -------------------------------- |
| Temperatura máxima média (°C)                       | 29,4                             | 29,2                             | 28,6                             | 27,7                             | 26,4                             | 25,0                             | 24,8                             | 25,2                             | 26,9                             | 28,4                             | 29,1                             | 29,4                             | 29,4                             |
| Temperatura média (°C)                              | 24,1                             | 24,1                             | 23,8                             | 23,3                             | 22,5                             | 21,4                             | 21,0                             | 21,0                             | 22,2                             | 23,1                             | 23,7                             | 24,0                             | 22,8                             |
| Temperatura mínima média (°C)                       | 18,9                             | 19,0                             | 19,0                             | 19,0                             | 18,7                             | 17,9                             | 17,2                             | 16,9                             | 17,5                             | 17,8                             | 18,3                             | 18,7                             | 16,9                             |
| Chuva (mm)                                          | 23                               | 62                               | 90                               | 109                              | 40                               | 28                               | 29                               | 8                                | 4                                | 3                                | 2                                | 9                                | 109                              |
| Fonte: Climate Data (médias de temperatura e chuva) |                                  |                                  |                                  |                                  |                                  |                                  |                                  |                                  |                                  |                                  |                                  |                                  |                                  |

## Vegetação
Apresenta formação vegetacional do tipo caatinga hiperxerófila, caducifólia e subcaducifólia, de troncos retorcidos, ocorrência característica de regiões semiáridas. Possui espécies de caráter arbustivo e é muito comum a presença de cactáceas e bromeliáceas.

## Política
Cubati possui 5.915 eleitores aptos a votar, distribuídos em 23 seções eleitorais. Dados de agosto de 2017.
Até 1959, as funções executivas de Cubati eram exercidas pela municipalidade de Picuí. Em 30 de abril deste ano com a Emancipação Política da localidade, fora criado o cargo de Prefeito Municipal, sendo o primeiro prefeito o Sr. José Paulino da Costa, em caráter interino. Em 2 de agosto de 1959 se realizaram as primeiras eleições municipais, vencidas pelo Sr. José de Medeiros Dantas, filiado ao Partido Trabalhista Brasileiro, obtendo 62,33% dos votos válidos, frente ao Sr. Leôncio Sales Dantas do Partido Social Democrático.